# Konta (uereda specjalna)

Mapa regionów i stref Etiopii.

Konta (amh. ኮንታ) – jedna z uered w Regionie Ludów Etiopii Południowo-Zachodniej. Uereda bierze swoją nazwę od ludu Konta, który mówi dialektem języka dawro. Ponieważ Konta nie jest częścią żadnej strefy, uważana jest za ueredę specjalną. Centrum administracyjne stanowi miasto Ameja.

## Demografia
Na podstawie spisu ludności z 2007 r. uereda ma ponad 90 tys. mieszkańców na powierzchni 2382 km² i gęstość zaludnienia 38 osób/km². Mieszkańcy miast stanowili zaledwie 9% populacji. 
Do największych grup etnicznych należeli: Konta (85,5%), Chara (4,1%), Wolaita (3,8%), Keffa (2,2%) i Amharowie (1,1%). Do pozostałych grup etnicznych należało 3,3% populacji. 
Pod względem religijnym 49,1% stanowili protestanci, 43,7% etiopscy prawosławni, a 4,7% dalej praktykowało tradycyjne religie plemienne.